# ザクII

ガンダム（右）と交戦する「シャア専用ザク」（左）。大阪府吹田市のEXPOCITYにて。

ザクII (ZAKU II) は、「ガンダムシリーズ」に登場する架空の兵器。有人操縦式の人型機動兵器「モビルスーツ（MS）」のひとつ。初出は1979年放送のテレビアニメ『機動戦士ガンダム』。
作中の敵側勢力であるジオン公国軍の主力量産型MSで、後発の公国系MSにも見られる頭部のモノアイ（一つ目）・カメラに、左肩の3本のスパイク、右肩の逆L字型のシールド、および各部の動力パイプが特徴。『ガンダム』放送当時のロボットアニメとしてはまだ珍しかった「量産機」であり、同型の機体が劇中に多数登場する。量産型の標準塗装は緑で、主人公アムロ・レイのライバルであるシャア・アズナブルの機体はツノ飾り付きで赤く塗装されている。なお、名称の "II"（ローマ数字の"2"）は『ガンダム』放送終了後の設定で付与された（「名称」を参照）。
本記事ではザクIIの一部バリエーションについても解説するが、機能を特化していない機体群に限定する。ほかの機体群に関しては以下を参照。
- 宇宙用の高機動型 - 高機動型ザクII
- 陸戦用のバリエーション - 陸戦型ザクII
- 水陸両用のバリエーション - ザク・マリンタイプ
- 作業用のバリエーション - 作業用ザクII
- そのほかのバリエーション - ザクのバリエーション

## 名称
雑兵であり「雑魚（ザコ）」であること、軍隊で軍団が「ザクザク」とやってくることからザクと名付けられた。
『機動戦士ガンダム』劇中では、単にザクとのみ呼ばれる。放送当時の1979年12月に日本サンライズから発行された書籍『機動戦士ガンダム・記録全集1』においても「ジオン公国軍・ザク」とのみ記述される。
機種ごとに様々な名称が生まれたのは放送終了後のこと。書籍『ガンダムセンチュリー』（1981年9月発行）において、いわゆる「旧ザク」を「MS-05 ザクI」、通常型の「ザク」を「MS-06 ザクII」として区別された（ただし、"MS-06" は直前に公開された劇場版第1作のパンフレットが初出）。この設定は『モビルスーツバリエーション』（1983年 - 1984年）や書籍『ENTERTAINMENT BIBLE』シリーズ（1989年 - ）でも踏襲された。またOVA『MS IGLOO -1年戦争秘録-』第3話（2004年）では映像作品において本機がザクIとともに「ザク・ツー」と呼称されるに至った。
『機動戦士ガンダム公式Web』では、日本語表記の「ザク」と英文表記の「ZAKU II」が併記されている。
シャア・アズナブルが搭乗する赤いザクの名称は、設定画では「シャアのザク」とされていた。1980年5月発行の『機動戦士ガンダム・記録全集2』では「ザク（シャア専用）」、同年8月発売のプラモデルの商品名は「シャア専用ザク」とされた（漫画『プラモ狂四郎』では「シャアザク」と短縮された）。またこれに対して通常のザクの商品名は「量産型ザク」（1981年1月）とされた。
『ガンダムセンチュリー』では、『機動戦士ガンダム』の劇中に登場した量産型ザクIIがMS-06F、地上で登場した陸戦型ザクIIがMS-06Jという型式番号であるとも設定された。映像作品でも、『機動戦士ガンダムΖΖ』第12話で宇宙に遺棄されたザクIIを発見したジュドー・アーシタが「ザクだよ、本物のMS-06Fだ」と述べる場面がある。

## デザイン
デザインは大河原邦男が担当した。作画監督の安彦良和による作画参考用の画稿はあるものの、安彦はデザインには関与していない。
『機動戦士ガンダム』において、「大量生産の量産型」「搭乗するのはごく普通の人間である一般の兵士」といったモビルスーツが兵器であるというコンセプトを具現化し、それまでの「侵略者の手先である謎のロボット」とは一線を画す作品の斬新さや革新性を担っていたのは、旧来のアニメロボットの伝統の影を色濃く残した主役ロボットのガンダムではなく、敵ロボットであるザクであった。
デザインのモチーフは背広と防毒マスク。アパレルメーカーの企画室で働いていた頃の経験を活かしてザクのシルエットには「背広」のラインを取り入れている。また防毒マスクは、大河原が幼少期をすごした戦後間もない頃にはまだ家庭の縁側の下などに放置されていて身近なものだった。
動力パイプはわざとむき出しにしている。パイプが外に出ているのは兵器としてウィークポイントになってしまうというのは分かっていたが、それが「ある」のと「ない」のとでは脳裏に残る形がまるっきり違ってしまうので、あえてそうした。
シールドが右肩にある理由は、アニメの設定上、よく見えるようにするため。大河原のインタビューによると、当初シールドは左肩につくようにデザインをした。しかし、アニメの設定画は左斜めから見たものが当時の形式となっていたため、これに沿って描くと盾の影に腕が隠れて見えないことから、反転して描いた。その結果、『機動戦士ガンダムUC』のギラ・ズールに至るまで、ザク系のMSは右肩にシールドがつくというデザインが続いている。
ザクのデザインが生まれたのは、主役ロボットに対する「もっとカッコイイものを作ってやる」という大河原の反骨精神から。主役ロボットにはスポンサーやアニメ制作会社の意向など色々な人間の意見が入ってくるので、デザイナーとしては大変な面も多く、フラストレーションもたまった。一方、当時は「敵（のメカ）を売る・売れる」という時代ではなかったので、メインのロボットのデザインさえ決まればスポンサーからは何も言われなかった。『ガンダム』で言えば、商品化を前提としたマーチャンダイジングの対象は主人公側のガンダム、ガンキャノン、ガンタンクの3体であり、ジオン側のメカへのデザインの制約はほとんどなかった。総監督の富野からも「モノアイだけは守ってくれ」という指示があっただけで、それ以外は自由にやらせてもらえた。

## 劇中での活躍
『機動戦士ガンダム』第1話から、ほぼ全編にわたって登場する。記録上では宇宙世紀史上初めて実戦でMS同士が相対したのが、ガンダムと本機である。しかし、序盤でこそ（特にシャア・アズナブル少佐の駆る赤いS型は）圧倒的な力を見せるも、本機を凌駕する性能をもつガンダムを有するホワイトベース隊に中盤まではやられ役となり、終盤では連邦軍MS隊によって次々と撃破される。テム・レイが住み込むジャンク屋周辺にも、頭部が放置されている。
テレビアニメ『機動戦士ガンダムΖΖ』では、「ネオ・ジオン軍」が自軍の戦力として使用している。この時点ではかなりのロートル機であり、敵機と遭遇する確率の低い哨戒などの任務に使用されており、第39話で運悪くガンダム・チームとの交戦を余儀なくされた部隊は新鋭機のΖΖガンダムの前にことごとく撃墜される。基本性能に変化はないが、コクピットはリニアシートに換装されている。一方、第12話ではマニアに人気があり、高く売れることが描写されている。宇宙空間に放棄されて浮遊していた機体がアーガマに回収され、その機体の頭部を当時破損していたΖガンダムの頭部の代用として緊急的に取り付けて出撃する場面もある。この時の機体は便宜上「Ζザク」と呼ばれる。なお、その際の視界映像はモノアイラインそのままにしか映らず、支柱の影すら映っていた。
テレビアニメ『∀ガンダム』では、ルジャーナ・ミリシャによってザクIIとザクIに容姿が酷似した機械人形が多数発掘され、「ボルジャーノン」（一部の登場人物からは「ザク」とも）と呼ばれている。また、そのボルジャーノンのパイロットたちは「黒歴史」の記録映像に登場したザクを見て歓声を上げている。
漫画『機動戦士クロスボーン・ガンダム ゴースト』では、サイド3のズム特別戦争博物館（かつての公王庁舎）に稼働状態を保って収蔵されていたザクに、主人公フォント・ボーが搭乗し、木星の最新鋭機と交戦する。『ゴースト』の時代設定は宇宙世紀0153年であり、ザクの就役から実に70年以上を経ての実戦であるため、もはや性能面では勝負にならないうえに丸腰であったが、あまりにも古い機体ゆえに最新MSのOSにはデータがなく、機体のサイズ差からセンサー系を誤認させて敵を撹乱することには成功する。サイド3からの脱出に使用された後はそのままフォントの乗機となり、ザンスカール帝国のアドラステア級からデータを奪取する作戦にも投入された。ミート オブ トゥーンではフォントを追いかけるためにベルが搭乗し、敵による発見を防ぐために一旦機体は放棄されて戦闘終了後に回収され、最後はマリア・シティでの作戦においてファントムの偽装に外装を流用する目的で解体されている。

## 機体解説
ジオン公国軍はMS-05 ザクIを開発して実戦投入を行った後、熱核反応炉を更新してパイプを利用した冷却システムを導入した新型機としてMS-06 ザクIIを開発した。MS-06はMS-05から全面的な再設計が行われており、完成時の形状が異なったことから新たな型式番号が与えられた。MS-06 ザクIIの初の量産型はA型であり、さほど生産されなかった同機を引き継ぐ形でC型が生産され、開戦初期の主力として運用される。そしてC型と同様の外観を持ちながらも、もっとも生産された機種がF型 (MS-06F) である。
U.C.0079年1月からの一年戦争開戦後、ブリティッシュ作戦を敢行した一週間戦争時点でMS-06はA、C、F型が運用されていた。また、開戦時にブリティッシュ作戦に従軍した本機の部隊は、長時間の冷却剤タンクを背負っての作業にあたって次々と連邦軍に撃墜され、優秀なパイロットを同時に多数失っている。
MS-06 ザクIIの一年戦争中の生産機数は、派生機を含めた連邦・ジオン両軍を通して最高の生産数とされる。総生産数については諸説あり、『GUNDAM CENTURY』ではザクIを含めて約8,000機、そのうちF型は3246機で最多としているが、バンダイ発行のB-CLUB70号では派生機を含めた総生産数を4,000機としており、それに次ぐのが派生機を含めた総生産数3800機となるジムとしている。

### 機体構造
熱核融合炉
A、C型はZAS社の「ZAS-MI11」、F型はジオニック社とM&Y公社が共同開発した「F56-MYFG-M3ES」を採用。以後もS型、J型、R-2P型と仕様変更毎にモデルチェンジを繰り返している。一方でF型に搭載された物をZAS-MI11と記載した資料も複数あるが、『オフィシャルズ』ではこうした差異を「新型ジェネレータに刷新された事による混乱」と見做し整合性が図られている。
冷却システム
従来式ではロケット噴射の際に燃料となる流体水素に熱を吸収させて廃棄する方式をとっていたが、これでは燃料の消費に伴い動力炉の出力を抑えなければいけない欠点があったため、MS-06では排熱をMSの機体構造全体に分散吸収させる方式を取った。ただし、このシステムは全力戦闘した際に機体表面の温度が数百度まで加熱されるため、帰還後は艦内での冷却が必要となる。
駆動方式
動力で発生したエネルギーをパルス・コンバーターによって流体内部のパルス状圧力に変換し、それを流体パイプに導いた後、関節駆動用ロータリー・シリンダーに極超音速で伝達させる流体内パルスシステムを採用する。これは油圧と比較し作動スピードが速く、電動モーターと比較し重量が小さく、機構が簡単な利点があった。同機構はMSの巨大な手足を先端の加速100G以上で加速させる事が可能であり、AMBACの際は3秒以内に180度の姿勢変化も行える。
パイプ
前駆型のMS-05 ザクIとは異なり、駆動用の流体チューブを収納するパイプが機体各部に露出している。動力パイプが機体外部に露出する事により、内部に余裕が生まれ改良が容易となった。
コクピット
製造時期によって差異はあるが、左胸部から乗り込み、搭乗後はシートがスライドして右胸部に移動する方式をとる。また、胸部ハッチを展開しシートを射出する脱出機構も備える。
推進器
推進器は化学ロケットを使用するとした資料、熱核ロケットエンジンを採用したとする資料が見られる。
ランドセル
簡単に着脱可能で、任務に応じてオプション装備に換装可能。
『ガンダムセンチュリー』では、行動時間延長のためC型に巨大な冷却剤およびロケット燃料のタンクをランドセルとして装備した機体が登場。宇宙世紀0078年に完成するが、開戦を控えた時期でもあるため、オプション装備として生産される。ブリティッシュ作戦の準備段階におけるスペースコロニーの補強や、核パルス推進システムの取り付け作業に使用されるが、機動性がいちじるしく低下しており、作業中に撃墜される機体があとを絶たず、優秀なパイロットを多く失っている。のちの0093年にネオ・ジオンで運用されたギラ・ドーガは、これをそのまま標準装備としている。
装甲
超硬スチール合金(超高張力鋼。実在する素材)と記述される一方で、チタン系超硬合金による複合装甲とした資料も見られる。装甲車両のバルカン砲を弾き返せる強度を持つ。
ボディ
フレームレスのモノコック構造を採用する。
カメラ
メインカメラにはモノアイを採用。同部位にはレーザーや赤外線センサーによる探知装置が内蔵されており、ミノフスキー粒子下においても正確な射撃が行える。また、モノアイだけでは機体各部に死角が生まれる事から、10数基のサブカメラも設置される。
スパイクアーマー
肩部に装備。MS-05が開発された時点で対抗兵器の開発の可能性が示唆され、採用された格闘戦用の装備。
シールド
右肩部に大型の複合装甲盾を備える。漫画『MSV-R 虹霓のシン・マツナガ』第3巻ではこれについて、前面投影面積がもっとも少なくなる最適な攻撃姿勢（ザク・マシンガンを構えた宇宙での突撃姿勢）をとった場合、シールドの角が前にくる形となり、防御面積が最大になると同時に傾斜装甲を形成し、跳弾による被害の軽減を目的としているとされ、対艦攻撃の際に有効であったことが実証されていることが、エリオット・レム少佐（当時）をはじめとする登場人物の台詞で説明されている。
マルチ・ブレード・アンテナ
「ブレード・アンテナ」とも呼ばれ、一部機体の頭頂部に装備されている。ザクIから採用され、以後さまざまな軍で採用されるMSの基本的な仕様となる。当初は単なる「角飾り」であったが、一般機より多くの通信を送受信するための増幅器が組み込まれるようになる。ただし、その効果は非常に狭い範囲に限定される。小隊単位で行動するMS編隊には、かなりの頻度でこれを装備した機体が含まれており、前線においては「隊長マーク」として機能していたようだとされる。いくつかのバリエーションが存在するが、機能面ではほとんど差がない。
指揮官用といわれるS型の特徴として取り沙汰されることが多いが、F型の指揮官機など量産型にも装備されている。

### 武装

#### ザク・マシンガン
ザクが使用するMS用マシンガンの総称。通称はザク・マシンガンであるが、ライフルと表記した資料も見られる。接近戦用の装備とも称され、単発と連射の切り替えが可能。弾薬は主に薬室上部の円盤型弾倉（パンマガジン。ただし、設定上の呼称は「ドラムマガジン」）から供給される。状況に応じて破壊力を重視した榴弾や徹甲榴弾を使用する。
『ポケットの中の戦争 フィルムブック 2巻』によると、当初は従来式の大砲に発射スイッチを仕掛けた単純な物を想定していたが、重量や反動での損傷、宇宙空間での姿勢制御など多数の問題点から方針を変更。続いて1G下で400-500m/秒程度で曲射弾道の射撃を行うことを目指したが、MSが戦艦に肉薄できると判明したことで初速への要求値が100m/秒に引き下げられる。さらに断続的な射撃より連射が有効と判断され、低反動低初速で榴弾を連射するというコンセプトで開発が進行した。作動機構はガス圧式や反動利用式などが挙がっていたが、最終的に電気作動式が採用されている。
M-120A1（ZMC38III）
ザク・マシンガンの代名詞とも称される代表モデルで、総生産数は1万5千梃とMS用兵装の最多生産記録を持つ。「ZMC38III」は開発を請け負ったジオニック社の社内開発コードで、「ZMC38III M-120A1」と併記される場合もある。複数の名称が定着した原因については開発当時の政治的影響とも。弾数は145発もしくは100発、発射速度は毎分280発、地上有効射程は4200m（スコープ・レーザーリンク時）。120mm砲弾には多様な弾種が用意され、徹甲榴弾、対宇宙艦徹甲弾、成形炸薬弾、煙幕弾、信号弾、照明弾、発光弾などが確認されている。
ザクIが装備したZMP-47Dを原型とし、口径は105mmから120mmに肥大化、さらに前モデルの操作性を改善するためにドラムマガジンがフレーム上部横置きに変更されており、これはジオン軍の標準規格弾倉に制定されている。オプティカルサイトと可動式フォアグリップも装備されており、モノアイとレーザーによってデータリンクして射撃精度を向上させる。これによって狙撃銃としての多角的運用も可能である。砲身は三層構造となっており、最内側に耐摩耗耐高熱のチタニウム合金、中間に超高張力鋼、外側に放熱効果を主眼にしたセラミック合金で構成される。当初は戦闘車両の砲身を流用する予定だったが、摩耗速度（寿命）の早さから新規に開発された。
一年戦争時には主にザクF型、J型、S型が携行。地球連邦軍がMSを実戦投入すると、貫通力の低さが問題視されるようになった。特にガンダムに対しては威力不足だったが、『機動戦士ガンダム MS IGLOO』などの映像作品では、連邦量産MSには数発の直撃、61式戦車5型には一撃でそれぞれ破壊可能な性能を有した。パイロットによっては、ザク・マシンガンの台尻で敵MSや戦闘機に格闘戦を挑んだ者もいた。ザク系列のほか、各作品ではテレビ版第22話のグフ、テレビ版第34話や『第08MS小隊』第10話のドム、『MS IGLOO -1年戦争秘録-』第3話のヅダ、『MS IGLOO -黙示録0079-』第2話のオッゴなども装備する姿が見られた。
M-120AC
『MSV-R』に登場。銃身下部に銃剣型のヒート剣を装備したタイプ。ストック部は取り回しを考慮してグリップに変更されている。S型のマッシュ機が運用試験を兼ねて使用し、その後少数が生産されてS型のジョニー・ライデン機も使用しているが、ほとんど確認されていない珍しいタイプである。
類似した型式番号のものとして、ザク・デザートタイプ用のM-120ASがある。
ZMP-50D
ザクIのザク・マシンガン（型式番号：ZMP-47D）の直系タイプ。ドラムマガジンが右にオフセットされている。ZMPとはザク・マシン・ピストルの略。
このタイプのデザインは、プラモデル『マスターグレード 1/100 MS-06F/JザクII』商品化に際して起こされたもので、プラモデルがマシンガンを両手で構える際に円盤型マガジンの左縁が胸部に干渉することを防ぐため、あえてオフセット化というアレンジが講じられた。しかし、後年に発売された『マスターグレード 1/100 MS-06J ザクII Ver.2.0』では、再びマガジン中央装着のデザインに戻されている。
MMP-78
一年戦争後期に使用されているザク・マシンガンで、おもにF2型が携行している。MMPは「モビルスーツ・マシン・ピストル」の略。通常型のザク・マシンガンをMMP-78前期型、本兵装を後期型とする資料もある。通常のドラム・マガジン（装弾数100発）と交換する形で対空砲弾マガジンを装填可能。サブ・グリップ基部前面にグレネード・ランチャーが追加された仕様は "MMP-78GN" とも呼ばれる。
劇中では、キンバライド基地防衛隊のF2型がジム・カスタム（ベイト中尉機）の脚部を破壊している。その一方、月面でクルトが搭乗するF2型がヴァル・ヴァロに発砲するが、効果はなかった。
MMP-78/WG
ドムのマニピュレーターのサイズに合わせたワイド・グリップ仕様。形状はZMP-50Dに近いが、マガジンはオフセットされていない。グレネード・ランチャーも脱着式となっている。
MMP-80 / 90mm ver.8
資料によってFZ型の専用に作られたとするものと、一年戦争後期に多用された装備とするものがみられる。口径は90mm。また、FZ型の機体諸元表に120mmマシンガンと記述した資料もみられる。
形状・機構ともに全面的に変更され、照準制度は向上。グレネード・ランチャーの装着が可能となっている。小口径高速弾用の機関砲。

#### ザク・バズーカ
元々対艦用に開発された、口径280mm（型式番号：H&L-SB25K/280mmA-P）、または240mmの、バズーカである。最初のテレビシリーズ劇中での対艦戦闘における核兵器発射の明確な描写はないが、ムック『ガンダムセンチュリー』では、時限作動にセットした核弾頭で戦艦を一撃で沈めた、とあり、連邦軍の戦艦もまた核ミサイルで対抗していたとも記されている。ただし映像作品『MS IGLOO -1年戦争秘録-』のルウム戦役では、核バズーカや核弾頭の使用描写はなく、通常弾頭であった。南極条約の締結後は核兵器の使用ができなくなり威力が落ちたため、さまざまな改良型が開発されることとなる。ザクII以外のMSでは、ヅダ、『0083』第4話のドム・トローペン、オッゴ（モビルポッド）などがザク・バズーカを装備している。
装弾数は単発説と5発説がある。劇中ではバズーカへ再装填する描写はないが、連射する描写はあった。『機動戦士ガンダム MS IGLOO 2 重力戦線』第2話に登場したエルマー・スネル大尉の陸戦型ザクIIは、左の腰アーマーに筒状の予備弾収納ケースをぶらさげている。劇中に装填シーンはないが、スネル大尉は1回の戦闘で弾倉無しのザク・バズーカを6発以上発射した。『第08MS小隊』では、5発入りバナナ型弾倉式のバズーカも登場した（第2話など）。砲尾には、バーニー式無反動砲のような4本の分散式ガス噴出ノズルが設けられている。
シャア少佐は対ガンダム戦でもザク・バズーカを用い、大気圏突入直前の戦闘ではガンダムの盾を貫通する威力を見せる（テレビ版第5話）。ア・バオア・クーでは、本武装による攻撃でガンキャノンが膝から下を吹き飛ばされる。
連結バズーカ
『MSV-R』に登場するが、それ以前の『ガンダムセンチュリー』の一年戦争緒戦を描いたイラストに、同様の武装がいくつか見られる。さらに同書では3丁のバズーカを連結したものも確認できる。
現場のMSパイロットからの要求に応え、初期型のザク・バズーカを平行に、上下を反転させてジョイントで連結したもの。マガジン交換のロスタイム解消と火力の向上を目的に開発され、黒い三連星も一時使用している。それぞれのバズーカにはマガジンが追加されている。
2連バズーカ
『MSV-R』に登場。連結バズーカをベースに、射撃性能向上と装弾数の増加が図られている。グリップが左側だけになり、照準器も左側に追加されている。マガジンも同じ方向から装填する。10数基が生産され、黒い三連星だけでなくほかの部隊でも使用されたようだとされるが、正式採用には至っていない。

#### ヒート・ホーク
刃の部分に高熱を発生させる事で敵を切り裂く兵装。ザクI用ヒート・ホーク（型式番号：HEAT HAWK Type3）の発展型。F型やJ型に装備されたものをHEAT HAWK Type5とする資料も見られる。実体刃がないビーム・サーベルと刃を打ち合わせ、鍔迫り合いすることが可能だった。この原理については諸説があるが、IH説「刃の加熱に電磁誘導を用いているため、周囲に強力な磁場が発生している。そのためビームを磁力で封じ込めているビーム・サーベルとは反発しあう」というものが有力となっている。刃は4、5回の戦闘で駄目になってしまう使い捨て兵器である。
テレビ版作中では第4話でシャアが使用し、名称はテレビ版第5話で言及される。作中ではグフやヅダも装備している姿が見られる。ルナチタニウム製のガンダムのシールドを叩き割り、ガンダムNT-1を大破させる描写も見られた。第10話のザクが使用した動力パイプのないタイプや、両刃にした「ヒートトマホーク」など、生産形態は明確ではない。

#### その他の武装
機種固有の武装は、各機種の項目を参照。
クラッカー
J型用装備。MS用の投擲兵器。手榴弾としてMSのマニピュレーターによって、目標に直接投げつける。クラッカーの本体には計6つの突起が付いており、それがおのおのの方向に爆散することで広範囲に威力を発揮する。爆風と弾片効果で相手を殺傷する榴弾 (HE) なので、直撃以外はMSに対する効果は低いものの、牽制用として多用された。初出はテレビ版第12話で、ランバ・ラル配下のアコース少尉とコズン少尉が使用する。
シュツルムファウスト
宇宙および重力下空間の双方で使用可能な使い捨ての大型弾頭ロケットランチャー。名前を直訳すると「突撃鉄拳」。F2型とFZ型、また『機動戦士ガンダム MS IGLOO』第1話のルウム戦役ではシャア専用機が使用したが、それぞれ形状が異なる。シャア専用機やヅダが装備したタイプはMark VIIIである。特にザク専用というわけではなく、ドム・トローペンやケンプファーなど他のMSでも使用できた。基本的には第二次世界大戦でドイツ軍歩兵の使用した携帯無反動砲パンツァーファウストを大型化したような形状で、弾頭にロケットブースターがついている。直撃すればマゼラン級宇宙戦艦を一発で撃沈可能だが、無誘導兵器であるため、MSのような機動性の高い標的に命中させることは基本的に難しい。それでも『0080』や『0083』ではジオン軍熟練パイロットがシュツルムファウストを用いて連邦MSを撃破する。
なお、後世のギラ・ドーガも同名の武装を装備しており、こちらは実際に旧ドイツ陸軍のパンツァーファウストをMSサイズにスケールアップしたもの、と設定されている。
脚部3連装ミサイル・ポッド
J型用装備初出はテレビ版第19話。ランバ・ラル隊のステッチ伍長の搭乗機に装備された。劇中ではガンタンクのキャタピラを破壊して行動不能にする。このポッドは3発のミサイルを内蔵した3連装式で、脚部のウェポンラッチに装着され、ほかの武器を携行したまま使用できる。副武装としてザク系列だけでなくグフやイフリートなど幅広く使用された。時系列的には比較的早く登場した武器であり、0079年4月に連邦軍が鹵獲使用する陸戦型ザクIIへの装備が確認できる。
ZIM/M.T-K175C無反動砲（マゼラ・トップ砲）
ジオン軍の主力戦車であるマゼラ・アタックの175mm砲を取り外し、MS用の手持ち武器として改造した火砲。本来は現地改修の非公式兵器である。初出はテレビ版第21話で、ランバ・ラル隊のタチ中尉が装備する。後に『第08MS小隊』第8話にも登場する。
Sマイン
対人近接防御兵器。機体各所から発射され空中で爆発、小型鉄球の雨を降らせて至近に迫った敵兵を駆逐する。『第08MS小隊』第8話ではMS-05 ザクIが、『MS IGLOO2重力戦線』第1話ではMS-06J 陸戦型ザクIIが使用。モデルになったのは第二次大戦でドイツ軍が使用した跳躍地雷「S-マイン」およびそれを応用した戦車用装置「近接防御兵器」。
デック（本編未登場）
機雷。3発を束ねた専用運搬セットをデック・キャリアと称する。スタッフ用の設定書においてはザク用の兵器として扱われていたが、劇中ではテレビ版第4話で宇宙歩兵用の携行兵器として同デザインの物が登場した。しかし、これをザク用として掲載した書籍及びプライズ商品が存在する。
ビーム・バズーカ
元はリック・ドム向けの武装であり、ザクIIの武装としてはアニメ『GUNDAM EVOLVE../10 MSZ-010 ΖΖ-GUNDAM』に登場。木星航路で活動するネオ・ジオン残党が運用するザクIIが携行している。また、ガンプラ「SDガンダム BB戦士 ザクII S型」にも「ifモード」と称してビーム・バズーカが付属している。
ピストル型パワーツール
ザクシリーズが携行できる作業用ツール。初出は『ガンダムセンチュリー』で、ブリティッシュ作戦にてコロニーへの核パルスエンジンの設置作業に使用された。
バックパックウェポン
漫画『機動戦士ガンダムMSV戦記 ジョニー・ライデン』に登場。1台のみ試作されたザクIIなどでも運用可能な携行型ビーム兵器で、ゲルググ用のジェネレーターをバックパックとし、パイプを介してビーム・ガン（ゲルググ用のビーム・ライフルと準同型だが、銃身などの形状が異なる）を直結したもの。装備するMS本来のランドセルに外付けされた状態で使用される。射撃可能回数は3回のみ。作中ではジョニー・ライデンが搭乗するR-2型が使用する。
ラケーテン・ガルデン（ロケット・ブースター）
補助推進器。バックパックの左右両側面に一基ずつ固定する。これに点火することで、重力下での跳躍が一時的にではあるが可能となる。
『0083』第4話でF2型が使用したのが初出。OVA『機動戦士ガンダムUC』第4話ではデザート・ゲルググが装備している。
MS-06“ザクII”用試作プロペラントタンクユニット
漫画『機動戦士ガンダム MS IGLOO 603』に登場。ウェインツ教授主導で開発されていた、宇宙空間におけるザクIIの行動距離延伸を目的としたプロペラントタンクシステムで、プロペラントタンクを胸部に2基、換装された専用のバックパックを介して背部に4基装着するというもの。このユニットを装備した機体の航続距離は、計算上では通常のザクIIの約6倍に達するが、それと引き換えに機動性は無視できないほどに悪化する。また、燃料消費に伴い生じるプロペラントタンクの重量バランスの狂いが、高速飛行時にフラッターを引き起こすという欠陥を抱えており、試作機が評価試験中にフラッターによるプロペラントタンク基部の破損に起因する爆発事故を起こしたため、開発は中止された。

### 設定の変遷
「MS-06」（えむえすぜろろく）という型番や「ザク・マシンガン」「120ミリマシンガン」「ザク・バズーカ」「クラッカー」「超硬スチール合金」といった単語、「走行速度時速85キロ」「出力55000馬力」といったスペックの類は、RX-78ガンダムの「ルナチタニウム」等と同様、日本サンライズ（当時）側が『機動戦士ガンダム』オンエア中の1979年からその後1981年前半にかけて講談社、ケイブンシャ等の発行する出版物向けに用意し提供したもので、映像作品の劇中で明言はされない。ザクII以外のジオン側モビルスーツ、モビルアーマーの型番が生み出され、旧タイプのザクに「ザクI」というペットネームと「MS-05」という独立した型番が与えられたのは1981年9月27日発行の『ガンダムセンチュリー』が初出となる。
メディアミックスが多数存在するガンダムシリーズにおいて、サンライズの堀口滋は模型雑誌の対談に際し「フィルム化されたものがオフィシャル」という立場を説明している。
全長・全高をはじめとした数値的な諸元は資料・媒体によって一定しない。1989年には伸童舎が編集・構成を担当した『MS大図鑑 PART.1 一年戦争編』で、一覧表として掲載されていたが、「ザクII（ザク）」の項目の下にまた数値の異なる「ザク」の項目があった。実は下の項目は「FZ型」の数値であったのだが、流通しているザクIIの諸元はこの2つの項目が（さらに一部『ガンダムセンチュリー』の数値なども）ないまぜになってしまっている。

## ザクII（A型）
『MSV』の文字設定が初出。外観は、『ガシャポン戦士』でSDとしてイラスト化・写真シール化（塩ビ人形の改造）され、『MSV』の続編企画『MSV-R』で大河原によって通常の頭身で設定画が描かれた。名称は、『ガシャポン戦士』では「先行量産型ザク」、『MSV-R』では「ザクII初期生産型」あるいは単に「ザクII」、その後は「先行量産型ザクII」、「ザクII A型」と一定しない。
機体解説
宇宙世紀0077年8月に試作機がロールアウト。C型以降と異なり、ザクIと同様のスパイクのない球状のアーマーを両肩に装備しているのが特徴である。また、重力下での運用には対応していないとする資料もある。本来はザクI（A型、B型）に続く "MS-05C" として計画されたといわれるが、新たな型式番号が与えられている。これは、構造自体の抜本的な変更以外にこれ以上の性能向上は望めないためとされるが、一説には開発費の高騰から別の兵器の予算枠を割譲されたためともいわれる。なお、型式番号末尾の "A" は開発当時にはなく、のちにバリエーションが増えたために便宜上付けられたものである。
0078年1月からジオニック社のズム・シティ工廠で製造開始、パーツをサイド3内に輸送してのノックダウン生産で量産が開始されるが少数の生産に留まり、生産ラインはC型に引き継がれている。ただし、C型が本格的量産体制に移るまでの約半年は量産が続けられており、試作機を含む91機（84機とも）が生産されている。第1次・第2次生産の計72機は完成と同時に実戦配備され、開戦前までに両肩の装備をC型と同様にレトロフィット、さらにFCSなどアビオニクスも改修されていることから、外観や運動性能からA型を識別することは難しいとされる。また、これらはすべて実戦参加している。
コクピットはザクIから大幅な変更点はなく、機種転換はスムーズにおこなわれている。また、初期のMSパイロット錬成における本機の功績は大きい。索敵から艦船などへの効率的な攻撃手順、また整備・稼働機の確保など、錬成と同時に問題点の洗い出しも教導機動大隊で徹底的におこなわれている。中でも、C3Iの活用が不可能なミノフスキー粒子散布下において、あえて最前線の指揮官を「選良」と位置付け、より多くの責任と権限を与えることにより、現場の判断で臨機応変な意思決定が迅速におこなわれるようになる。開戦当初の電撃作戦をおこなったほとんどのパイロットが本機で操縦技術や練度を磨いており、前線指揮官としての能力を身に着けている。本機はその後、機体の不足からC型やF型に改修されているが、最終的には同大隊に配備された機体のみが残されたというが、戦後にその姿を見ることは非常に稀である。
サイド3宙域で本機を使用してあらゆる運用試験がおこなわれ、ザクIIの基本性能の高さが実証されることにより、汎用性を活かした発展型の開発が進められる。2機の試作機はジオニック社内で発展型のテストベッドとして運用され、それぞれJ型とS型の試作型に改造されている。
カラーリングは、月の裏側での試験運用時はデモンストレーション用にザクIに近い緑と青を基調としているが、実戦配備機はC型以降と同じ濃淡グリーンを基調とする。また、教導機動大隊所属機（「サイド3宙域仕様」とも呼ばれる）は青と白を基調に、胸部などが濃淡グレーで塗り分けられている。
作中での活躍
漫画『機動戦士ガンダム MSV-R ジョニー・ライデンの帰還』では、外郭団体FSSに保管されている教導機動大隊所属機が登場。同大隊に所属していたルーベンス（当時の階級は少尉）が0090年にA型であることを確認する。本機で訓練を受けたパイロットは、コクピットのシートにサインを残す慣習があったとされる。また、ルーベンスの夢および回想では同大隊での訓練の様子も描かれている。武装は、ザクI用のマシンガンとバズーカを携行している。ルーベンスによれば、シャア・アズナブルや黒い三連星も同大隊の本機で訓練を受けたとされる。

## ザクII（C型）
『ガンダムセンチュリー』の文字設定が初出（型式番号：MS-06C）。同書にA型は登場せず、本機が「初期生産型」とされた。外観は『ガシャポン戦士』でSDとして写真シール化され、ゲーム『機動戦士ガンダム ギレンの野望』シリーズで通常の頭身でCG化されたが、いずれもF型と変わらない。名称は『ガシャポン戦士』では「第1次量産型ザク」、『ギレンの野望』では「ザクII初期型」（A型は登場しない）とこちらも一定しない。なお、『機動戦士ガンダム THE ORIGIN』に登場する機体は後述。
機体解説
A型の量産はすぐに決定されるが、キシリア・ザビ大佐（当時）から連邦軍がMSを開発した場合を想定した装備の見直しを命じられ、急遽量産を一時中断して再設計がおこなわれる。その結果、左肩にスパイク・アーマー、右肩にシールドが装備され、外観はのちのF型と同じになっている。また、コクピットの開閉システムなど内部構造の改善や設計変更、実働データのフィードバックなどにより、工業製品としても高い完成度を達成している。比較的簡易な調整や装備の換装によって重力下での戦闘にも対応可能な高性能機であり、ザクが「名機」と呼ばれる所以となる。
バズーカによる核弾頭の使用も前提とされており、装甲は核爆発の放射線をほぼカットする3重複合装甲となっている。そのため、本体重量は72トンに達する。
A型のロールアウトの翌月である0077年9月には先行量産を開始、本格的な量産はA型と同じ0078年1月から生産拠点を拡大しつつ、6月にはA型から完全に移行している。236機が生産され、開戦時の主力機となっている。
劇中での活躍
『機動戦士ガンダム』第1話などの冒頭のナレーションで、コロニー落としなど一年戦争初期の戦闘に参加する多数のザクIIが描かれるが、前述の通り当時の主力はC型であるとされている。
パーソナルカスタム機
シャア・アズナブル専用機
『MSV』の文字設定が初出。シャア・アズナブルが一週間戦争で搭乗する機体。ゲーム『機動戦士ガンダム ギレンの野望』ではのちのザクII S型と変わらない赤系の塗装で、頭部のブレードアンテナは付属しない。
ジョニー・ライデン専用機
『MSV』の文字設定が初出。ジョニー・ライデン曹長（当時）が一週間戦争で搭乗する機体。漫画『機動戦士ガンダムMSV戦記 ジョニー・ライデン』では、本来は全身を赤で塗装する予定だったが塗料が足りず、右肩のシールド、左肩のスパイクアーマー、コクピットハッチ、背部のランドセルのみが赤となっている。
黒い三連星専用機
『MSV』の文字設定が初出。黒い三連星がルウム戦役で搭乗し、レビル将軍を捕虜にしている。
『ガシャポン戦士』のおまけシールでは、全身がライト・グレー、動力パイプがダーク・グレーに塗られている。
漫画『GUNDAM LEGACY』では、モノクロでしか確認できないが一般塗装と同様と思われる。3機とも左肩アーマーのスパイクは外されており、ザク・バズーカを携行する。なお当時のメンバーの階級はA・ガイア中尉、マッシュ少尉、オルテガ少尉とされる。レビル将軍の座乗艦、マゼラン級「アナンケ」に対し、後に「ジェットストリームアタック」と呼ばれる戦法を初めて試し、撃沈する。
ランバ・ラル専用機
アクションフィギュア『ジオノグラフィー』#3003で立体化された。ザクI ランバ・ラル専用機との部品差し替え式で、パーソナルカラーの青で塗装されている。
「ザクとは違うのだよ、ザクとは」という有名な台詞があるものの、ランバ・ラルがザクIIに搭乗したとされるのは今のところ本製品だけである。書籍『戦略戦術大図鑑』やゲーム『ギレンの野望』のムービーでは一週間戦争で専用のザクIが確認でき、漫画『虹霓のシン・マツナガ』では、ルウム戦役以降もラルはザクIに搭乗し続けている。

## 量産型ザクII（F型）
アニメ『機動戦士ガンダム』に登場する「ザク」に、『ガンダムセンチュリー』や『MSV』などの設定が付加されたもの。その後OVA『MS IGLOO』などに登場する。前期型、中期型とも呼ばれるほか、型式番号の「MS-06F」からF型とも呼ばれる。単純にザク、あるいはザクIIと言った場合は本機を指すことが多い。
機体解説
初期量産型（C型）は耐核装備が施されているため重量が72tに達し、機動性に難があった。このため核弾頭使用の必要がなくなった南極条約後に製造されたのが、C型から耐核防備用三重複合装甲と放射線遮蔽液を取り除いたF型である。熱核融合ジェネレータをジオニック社とM&Y公社が開発した「F56-MYFG-M3ES」に刷新、コクピットの緩衝装置も前型と比較し強化されている。また、腕部には武器搭載用システムが追加されている。姿勢制御用ロケットが必要最低限しか装備されておらず、熱線の放出を抑え、敵の索敵を回避する処置を施している。これによって艦船の照準をかいくぐり、開戦初期に戦果を挙げた。
グラナダやジオン本国で製造され、ルウム戦役時点でA、C型とともに運用されていものの、生産数はさほど多くなかったことから、一週間戦争後に接収したコロニーの工業ブロックにおいて増産が行われている。生産された時期・工場によって細部は異なり、S型の登場以前には頭部に中隊長のマークをつけた機体も存在した。後にパイロットの要望に合わせ、F型から発展したS型が開発されている。
パーソナルカスタム機
ドズル・ザビ専用機
『MSV』に登場。最も有名なF型のカスタム機で、身長2mを超す巨漢であるドズル・ザビ中将が乗れるようにコクピット容積を大型化。スパイクは両肩に4本ずつ、両手の甲に3本ずつ装着し、全身縁の塗装に金色のエングレービングが施されている。エングレービングはドズルの趣味ではなく、ある技術士官の発案である。ドズルは本機に乗って前線に赴き、兵士たちの士気を鼓舞している。戦場視察を口実に実戦参加し、その際はマシンガン等の火器は一切持たず、専用の大型ヒート・ホークのみを携行している。本機はソロモン攻略戦時に格納庫で焼失したとされる。
漫画『虹霓のシン・マツナガ』では、ルウム戦役で部下の制止をよそに単独で出撃している。またのちに肩アーマーの大型化など改修がなされ、ヒート・ホークの他にスラスター付きの大型ハンマー「ジャイアント・ウォーハンマー」を携行し、地球連邦軍の「アンタレス作戦」によるソロモン襲撃の際に出撃している。しかしプロトGファイターとの戦闘で機体は爆散、ドズルは爆発ボルトを作動させて一命を取りとめている。
多くの書籍ではF型とされているが、『ENTERTAINMENT BIBLE .1 機動戦士ガンダム MS大図鑑【PART.1 一年戦争編】』23頁にはS型と記載されている。また、ヒート・ホークには明確な設定画がないため、解釈はその時々によって異なる。
ジョニー・ライデン専用機
『MSV』の文字設定が初出。ジョニー・ライデンがルウム戦役の功績で大尉に昇進すると同時にC型から機種転換している。ゲーム『機動戦士ガンダム ギレンの野望』では、赤（クリムゾン・レッド）と黒の、のちの高機動型ザクII後期型（R-2型）と同様のパーソナルカラーで塗られている。
シン・マツナガ専用機
『MSV』の文字設定が初出。シン・マツナガがルウム戦役の功績で中尉に昇進すると同時にC型から機種転換している。左肩のスパイクアーマーと頭部を白く塗装し、「白狼」のエンブレムと文字を右肩のシールドに描いている。ゲーム『機動戦士ガンダム ギレンの野望』でもこれを踏襲し、他の部分は通常のザクIIの塗装のままとされた。
漫画『MSV-R 虹霓のシン・マツナガ』では、ルウム戦役直後の哨戒任務や戦勝パレードの際に使用されるが、すぐにFS型に乗り換えている。
漫画『ガンダムパイロット列伝 蒼穹の勇者達』では、地球降下作戦参加時は全身が白を基調に塗装されている。
アナベル・ガトー専用機
ムービック発行の『ガンダム一年戦争 2000年版カレンダー』に登場。のちに「ソロモンの悪夢」と呼ばれ連邦軍に恐れられるアナベル・ガトーが搭乗する機体。カレンダーはザクIIがずらりと整列している中の1機として（CGで）描かれており、バストアップしか見えないが、『ホビージャパン』1999年12月号に大河原邦男によるカラー画稿が掲載され、全身が判明している。頭部にブレード・アンテナを装備し、胴体が緑、その他が青を基調に塗装されている。型式番号は「MS-06」とされており、C型である可能性も考えられる。『サンライズ英雄譚』で使用されたCGデータを流用しており、前腕部など一部の形状が異なる。なおカレンダーではガトー機の後ろに左肩のスパイク・アーマーと右肩のシールドが同じ青、それ以外はノーマル塗装と思われるザクIIが2機描かれている。
エミコ・ジェラード専用機
漫画『機動戦士ガンダム U.C.0096 ラスト・サン』の回想に登場。ムサイ級「メイルメル」所属のエミコ・ジェラードが搭乗する機体で、パーソナル・カラーの青銅色を基調に、ダーク・ブルー、グレー、黒で塗り分けられている。頭部にブレード・アンテナを装備し、スパイク・アーマーを両肩に装着している。ア・バオア・クー防衛戦で「地獄のような声」を発しながら次々と敵機を撃墜し、連邦軍兵士から「青銅の怨声」の異名でおそれられるが、その声はスピーカーのノイズによるものである。宇宙世紀0096年時点でも予備機としてメイルメルに保管されている。
リンゼイ・シミズ専用機
漫画『機動戦士ガンダム FAR EAST JAPAN』に登場。リンゼイ・シミズ軍曹がジャンクパーツを用いて狙撃向けにザクIIをカスタムした機体。機体塗装は通常のザクIIと変わらない。マゼラトップ砲を改造した175mm口径のスナイパーライフルを主武装としており、胸部には射撃時に銃床を固定するための結合部が設けられている。また、頭部はザク強行偵察型のものに換装されており、ライフルのスコープと連動させることで15kmの精密射撃限界を確保している。その他、右肩のシールドや左肩のスパイクは取り外されている。暗礁宙域で活動した後、ゴードン・レノックス少尉の指揮下でオデッサ作戦の後方支援を名目に陸戦仕様へ改修された上でユーラシア大陸へ降下するが、降下中の戦闘の影響でニホンに不時着している。なお、宇宙空間で運用されている描写はあるが、作中ではF型がベースとは明言されていない。

### マイナーバージョン（F型）
中期量産F型
『機動戦士ガンダム0080 ポケットの中の戦争』のプラモデル「1/144 MS-06FZ ザク改」の取扱説明書に登場。デザイナーは福地仁。
ザクII（砲手用）
『電撃ホビーマガジン』2002年6月号掲載企画『ガンダム シークレット ウェポンズ ファントムブレット』に登場。
一年戦争終結後に月面に潜伏していたジオン軍残党が、ザメル用の680ミリキャノン砲を転用した「ザメル砲」を運用するために、ジャンクパーツを用いてF型を改造した機体。シールドを取り外した右肩にはザメル砲用の砲架が装着されており、これでザメル砲の砲身を担ぐ形で砲撃を行う。このほか、頭部センサーはモノアイから照準用カメラに変更されており、ザメル砲発射時の反動やマズルフラッシュに備えるため、右脚部にスパイク板が増設され、戦艦の外装から切り出した大型シールドを左腕に携行している。また、胸部にはF2型を思わせる装甲板が追加されている。
フランシー曹長が搭乗し、ザクII（測距手用）および射角分析を担当するゲルググJとともに「ザメル砲部隊」を編成して月での狙撃テロをおこなうが、宇宙世紀0082年にガンダム試作0号機と交戦となり、捕縛される。
ザクIIF型（狙撃装備）
オンラインゲーム『機動戦士ガンダム オンライン』に登場（型式番号：MS-06F）。
F型をベースとする狙撃用MS。ザクI・スナイパータイプのものと同型のランドセルを装備しているが、ザクI・スナイパータイプ用のビーム・スナイパーライフル（連射強化型ビーム・スナイパーライフル）だけでなく、チャージ・ビーム・スナイパーライフルなどの他の狙撃用武装も携行することが可能。また、S型をベースとしたザクIIS型（狙撃装備）も存在する。
ザクII F型（レッド・ウルフ隊仕様）
一年戦争の時間軸を描いだWebアニメ『機動戦士ガンダム 復讐のレクイエム』に登場。
作中の主人公「イリヤ・ソラリ」率いるMS部隊「レッド・ウルフ隊」に配備されたカスタム機で、隊名に合わせた赤い肩部スパイク・アーマーや狼爪のような足部ペイントを特徴とする。のちにソラリと部下のルショーンは、さまざまなリサイクルパーツを組み込んだ無識別型ザクIIに乗り換える。

ザクII F型
大阪・関西万博にてバンダイナムコホールディングスが出展する『GUNDAM NEXT FUTURE PAVILION』で上映された映像『GUNDAM: Next Universal Century』に登場（型式番号：WA-97F06）。
劇中では宇宙空間におけるスペースデブリの除去に利用された。操縦はAIによって行われる。

## ザクII（FS型）
『MSV』が初出であるが、それ以前に大河原が本機に酷似したザクIIの頭部イラストを発表している（白を基調とする）。名称は「ザクII FS型」とされることもあるが、単に「ザクII（○○専用機）」と表記されることが多い。なお、書籍『MS大全集』シリーズでは型式番号が長らく "MS-06S" とされていたが、2013年版で修正された。
機体解説
F型の頭部に30ミリ機関砲4門を増加装備し、白兵戦における火力を強化したマイナーチェンジ版。F型の生産ラインから一定の割合で改装されるが、「出来」の良い完成機を選り抜いてベース機とすることが多く、生産数はそれほど多くない。ランドセルはF型をベースに、S型に近い意匠が盛り込まれている。別の機体のために開発された新型のロケット・モーターを搭載した機体もあり、カタログスペック上はスラスター推力も向上しているが、スペック自体に幅が設けられている。
S型が登場するまでの間、上位機種のひとつとして部隊指揮官に配備されており、通信機能強化のためブレード・アンテナは標準装備となっている。また、地上での運用に重点が置かれており、防塵処理をはじめとして機体各所に陸戦向けのカスタマイズがほどこされている。そのため、S型の配備が始まるとその能力を活かした格闘機として、接近戦を主任務とする部隊に配備されている。ただし、実戦参加記録はほとんどない。
武装
30ミリ機関砲
頭部に4門装備。効果は期待されたほどではなく、門数が多いため近接戦闘における命中率はかなり高いものの威力は低く、威嚇や牽制以外には効果が薄いとされる。さらに装弾数が少ないため、10秒程度で撃ち尽くしてしまう。対地掃討用ともいわれる。
口径は40ミリ（40ミリガトリング砲とも）とする資料もあるが、実際にはプランのみで終わっている。
パーソナルカスタム機
ガルマ・ザビ専用機
『MSV』に登場。地球攻撃軍司令のガルマ・ザビ大佐の地球侵攻作戦以前からの乗機で、F型の先行量産機を改修したとされ、パーソナルカラーである濃淡ブラウン（通称「ガルマパターン」）で塗装されている。儀礼用の機体ともいわれるが、チューンナップにより全般的に性能が向上している。第1次地球降下作戦の際にガルマが搭乗したとされるが、戦果などは不明。
漫画『機動戦士ガンダム オレら連邦愚連隊』では、一年戦争末期の北米戦線において、戦死したはずのガルマを騙るタラ・I・キケロが搭乗しジオン軍兵士への扇動に用いられるが、コルテス中尉の搭乗するピクシーによって中破されている。
漫画『機動戦士ガンダム MSV-R ジョニー・ライデンの帰還』では、「ニューヤーク市解放10周年記念展」にグフ複合試験型と共に展示されている。
シン・マツナガ専用機
『MSV-R』に登場。シン・マツナガの中尉時代の搭乗機。パーソナルカラーの白を基調に塗装されているが、足の甲など一部に青が配されている。左肩には「狼」の漢字が記されている。また、性能面ではマツナガの要望により数度のチューンナップが施されており、機動性能はFS型の限界まで引き上げられている。マツナガが高機動型を受領したあとの同機はグラナダ基地守備隊への配備が決定するが、ジオニック社からの要望により研究機体として再整備しない現状のままで送られている。
漫画『MSV-R 虹霓のシン・マツナガ』では、ルウム戦役後F型に機種転換した数日後には乗り換えている。ダイクン派叛乱軍鎮圧の際には、大型ヒート・ホークを携行する。その後突撃機動軍へ転属となった際も、異動先のグラナダ基地に持ち込まれている。同年末、ドズル・ザビ中将の密命によるデギン・ザビ公王へのソロモン増援要請任務の際にガガウル級「ペルル・ノワール」に係留されサイド3に向かうが、コレヒドール暗礁宙域で「キマイラ」隊の襲撃を受ける。大型ヒート・ホークとMMP-80ザク・マシンガン、および閃光弾2個を装備して出撃、複数のゲルググを相手に善戦するが、隊長のジョニー・ライデン少佐の高機動型ゲルググの速攻により左腕を除く四肢と頭部を破壊され、爆散。マツナガは無事に脱出するが捕縛される。
エリック・マンスフィールド専用機
『MSV-R』に登場。ジオン公国防空本部所属のエリック・マンスフィールド少佐（当時）が搭乗する機体。のちのR-1A型同様、パーソナルカラーの濃淡グレーで塗装されている（塗り分けは異なる）。頭部機関砲のうち2門を閉鎖して、弾丸の搭載量増加の改造を施している。初期生産型であるためエンジントラブルが多発、代替機のF型での出撃が多く、高機動型への早期の機種転換の要因となったともいわれる。
マイヤー専用機
漫画『MSV-R 虹霓のシン・マツナガ』に登場。ドズル・ザビ親衛隊（マツナガ小隊）所属のマイヤー少尉が宇宙世紀0079年9月の時点で搭乗している。ブレード・アンテナは未装備。F型のマツナガ小隊機と同様に、左肩に「W02」の番号と左胸部にラインが施されているが、ラインは白ではない。また左脚に番号とラインはない（シールドは不明）。ソロモン撤退戦以降、マイヤーは通常のF型に搭乗している。
ヴィッシュ・ドナヒュー専用機
才谷ウメタロウの漫画『機動戦士ガンダム GROUND ZERO コロニーの落ちた地で -RISE FROM THE ASHES-』に登場。「荒野の迅雷」と呼ばれるヴィッシュ・ドナヒュー中尉がグフの前に搭乗する機体。得意の一撃離脱戦法に特化するため、背部にラケーテン・ガルデンを装備、両脚部もスラスターが2基ずつ増設されているのが確認できる。両肩にスパイク・アーマーを装備し、グフ用シールドを携行する。機体色は不明、グフ用シールドには「隻眼の髑髏」のパーソナル・エンブレムが描かれている。

## 指揮官用ザクII（S型）
アニメ『機動戦士ガンダム』に登場する「シャア専用ザク」に、『センチュリー』で設定が付与されたもの。型式番号は同書発行の直前に公開された劇場版第1作のパンフで "MS-06(S)" または "MS-06s" と表記されたのが初出である。「シャア専用ザク (II)」「ザクII（シャア・アズナブル専用機）」のほかに名称は、「指揮官用ザク」「指揮官型ザクII」があり、単に「ザクII」とも呼ばれる。ただし、本機に限らずF型やF2型、FZ型などにブレード・アンテナを装備した機体も「指揮官機」とされるため、本項では括弧書きで型式番号に由来する「S型」を付与して区別する。
機体解説
中隊長クラスの優秀なパイロットの要請に応じて開発されたタイプ。当初はC型を発展させた高機動型（R型）を開発・生産する予定であったが、開戦前の時点では改良箇所が多く生産効率が悪いため見送られ、替わって開発される。「R型の設計思想にもとづいた機体をF型の設備で生産する」という、先行試作型とも呼べる機体であり、機動性向上のための技術開発の実戦投入試験機としての側面をもつ。
F型をベースに（C型説もあり）推進エンジンの出力を30パーセントアップし、機体の構造材に特殊材料を用いた高性能タイプ。外観上はF型とほとんど替わっていないように見受けられるが、内装部品は特殊なものが多く、機体性能は2割ほど向上している。ただし、基本的に各部のユニット規格を維持したままでの高性能化であり、部品単位で歩留まりのよいものが厳選されているものの、F型との部品共有率は80パーセントとも90パーセントともいわれ、代用が可能となっている。また、装甲材の組成や構造も改善されている。高性能であるものの非常に扱いにくい機体となっており、初心者が搭乗した場合はまともな作戦行動すらできなかっただろうとされる。機動性は向上するものの稼働時間はF型より短いといわれるが、これは数値上の誤解であり、戦闘時のスラスターの使用頻度を上げないことで各自によって戦闘時間は拡大されており、本機を乗機とするパイロットからは高評価を得ている。また、ノンオプションで大気圏内外の環境に対応可能であり、高級機としての側面ももっている。
おもにグラナダの実験場においてテストがおこなわれるが、その内容には対MS戦を視野に入れた模擬戦闘も含まれている。2週間のトライアルののち、いくつかの工廠の使用許可を取り付け、各部品のチューンナップおよび改装を開始。生産ラインから抜き出したフレームに実装され、実証テストが繰り返されている。A型から少し遅れて生産が開始されるが、数機生産された俗に「初期タイプ」と呼ばれる機体は、脚部のシルエットはそのままに、ユニット側面にサブ・スラスターを増設した仕様となっている。しかし、ベテランパイロットによる実働データにより、脚部のスラスターは姿勢制御のみならず、機動そのものにも充当したほうが総合推力が向上することが判明する。本機の開発開始から1か月ほどで、専用のロケット・モーターが完成。ただし、限られた容積で目標のスペックを達成するのは困難であり、外装形状にも若干の手直しがおこなわれている。この改装を基本構造として本格的な生産が開始され、0078年の後半に（一年戦争勃発前後の4-5か月間とも）集中して実戦配備されている。
FS型とともに、新鋭機の秘密保持のためすべてジオン本国で生産され、開戦初期までF型として運用されるなどの情報操作もおこなわれている。最終的に約100機が生産され、一年戦争の緒戦で目覚ましい戦果を挙げている。おもに指揮官向けに配備されているため、「指揮官用ザク」と呼称されることもあるようだが、あくまで通称であり制式名称ではない。
機体構造
頭部
ブレード・アンテナはF型用のものと同等の部品が使用されているが、指揮官機として通信機能や索敵能力の向上のために基部の構造などに変更が加えられている。また、モノアイはグラモニカ社の技術主任がみずから磨き上げた逸品が使用されているとの噂もある。
胴体部
熱核反応炉はS14-MYFG-M5ESXを2基搭載。定格出力はF型のものと同等だが、最大出力の継続時間が2割ほど延長されており、熱核ロケットの最大戦闘出力による稼働時間の延長に貢献している。また、構造材質の改善などにより5パーセントの軽量化にも成功しており、全体的なパワーウェイトレシオの向上に貢献している。
メイン・スラスターは、プロペラントの引き回しと燃焼室の構造改善などによってF型とほぼ同サイズでありながら30パーセント増しの出力を誇る。MIP社から出向した技術者によって設計仕様が変更されたといわれ、次期MS用のスラスターの開発にもこのときに開発された技術が投入されているという。
コクピットは、いくつかのオート機能や各種リミッターがバイパス可能であるため操作系のコンソールに多少改造がほどこされているが、あくまでF型の規格に準拠しておこなわれている。
腕部
流体内パルスシステムの高速化が図られており、一部のオート機能が排除され、F型よりトルクやレスポンスが向上している。
マニピュレーターの触感センサー・ユニットは医療機器メーカーのオスカログ精工の技術提供を受けている、あるいは特別製デバイスが供与されているともいわれ、一説には熟練者であれば卵を潰さずに割れるほどの精度とフィードバック能力をもつらしいとされる。
エネルギー供給システムの高効率化により、本機が既製品のヒート・ホークを使用するとすぐにオーバーロードしてしまうため、急遽専用の発熱体が開発されたといわれる。ただし型式番号は "Type 5" とF型のものから変わっていない。
脚部
スラスターが増設されている。これと推進エンジンの高出力化にともないプロペラントの容積率が8パーセント増加しているが、基本的に少ない燃料積載量はのちのちまで大きな問題となっている。さらに、これらの空間を確保するために各種のオート機能などを統括制御する各部パーツが排除されている。これにより、AMBACの自動制御が多少扱いにくくなっているものの、逆に任意による制御がしやすくなっている。さらに、熟練者には不要なリミッターがオフラインになり、十分な技量をもつ者にはすこぶる評判が良かったという。専用のロケット・モーターは、燃焼室などを含む構造体をナロー化し、無理やりザクの規格に合わせている。
劇中での活躍
『ガンダム』第2話でシャア専用機が初登場。サイド7から出港直後のホワイトベース (WB) に通常の3倍で接近し、オペレーターのオスカ・ダブリンは「このスピードで迫れるザクなんてありはしません」と述べるが、艦長のパオロ・カシアスはルウム戦役で5隻の戦艦を沈めたシャアの機体であると断定し、逃げろと叫ぶ。その機動性と卓越した操縦技術で、操縦に不慣れなアムロのガンダムを手玉に取るが、ザク・マシンガンでは直撃でも致命傷を与えられず撤退する。その後もシャアは執拗にWBを追跡し、幾度となくガンダムと交戦するが撃破できず、第10話のニューヤークの廃墟での戦闘を最後に登場しない。なお、第11話では出撃しなかった理由を、電気回路が壊れたためと偽っている。
ウェブコミック『機動戦士ガンダム フラナガン・ブーン戦記』では、ギレン・ザビが演説をおこなった直後の時期に、フラナガン・ブーンのザク・マリンタイプと模擬戦をおこない勝利する。
グリプス戦役を舞台にしたOVA『GUNDAM EVOLVE../12 RMS-099 RICK-DIAS』では、クワトロ・バジーナが搭乗するリック・ディアスにインストールされているシミュレーターでの敵機として登場する。
テレビ版にはシャア専用機以外の本機は登場しない。劇場版『機動戦士ガンダムIII めぐりあい宇宙編』では、ア・バオア・クーで部下のザクIIを塹壕の外に押し出して自分だけが隠れた直後、ミサイルの流れ弾によって撃破される、ブレード・アンテナ装備で標準塗装の機体が登場するが、F型かS型かは不明である。
OVA『機動戦士ガンダム MS IGLOO -黙示録0079-』第2話では、12月28日に連邦軍宇宙艦隊を強行偵察する黒を基調をしたカラーリングの2機のうち、1機はブレード・アンテナを装備している。この機体はS型とF型の2説がある。通信で艦隊がア・バオア・クーに進軍していることを伝えるが、2機とも撃破される。
小説版『機動戦士ガンダム0083』ではノイエン・ビッター少将が搭乗する機体（アニメ版ではF2型）をS型としている。
パーソナルカスタム機
シャア・アズナブル専用機
『ガンダム』劇中での活躍は上記の通り。カラーリングは「赤」とされるが、厳密にはサーモン・ピンクとあずき色を基調とする。
OVA『機動戦士ガンダム 第08MS小隊』に収録された映像特典「宇宙世紀余話 パイロット編1 シャア・アズナブル」では、ルウム戦役での活躍が語られる。短時間で5隻の戦艦を沈めた攻撃は「シャアの5艘跳び」と呼ばれ、機体色から「赤い彗星」の異名を取ることとなる。また、スラスターの噴射と同時に艦体を蹴ることで通常の3倍のスピードを出したとされる。なお、『センチュリー』では3倍のスピードはおもにシャアの技量によるものとされている。また、受領した機体は前述の「初期タイプ」であるとする説もある。開発に携わったエリオット・レム少佐が直接受け渡しに出向き、特に念入りな調整をほどこし、操作法をレクチャーしたといわれ、公国軍のプロパガンダとしても喧伝されている。
機体各部に "A12" と記されているのが確認できる場合もあるが、これは機体番号ではなく「部隊番号」とされる。
黒い三連星専用機
『MSV』の文字設定が初出で、『MSV-R』でカラー画稿および設定が追加された。
黒い三連星が高機動型ザクII (MS-06R-1A) の前に搭乗する機体で、ルウム戦役でレビル将軍を捕虜にした功績により、C型から機種転換している。S型3機で小隊が構成されるのは異例と言えるが、これは隊員の練度の高さと、独自の戦法である「ジェット・ストリーム・アタック」を考慮してのものと考えられている。
カラーリングはほぼR-1A型と同じで、ランドセルとシールドに黄色で突撃機動軍のエンブレムが描かれている。ガイア機のみ頭部にブレードアンテナを装備する。オルテガ機はランドセルに被せる形でさらにS型専用のコンテナ型のランドセルが装着されており、マシンガンやバズーカの予備弾倉を収納する。これは爆発ボルトによって戦闘中の廃棄も可能となっている。また、試作武装類の運用試験を兼ねて積極的に使用し、MSの戦術構築にも貢献している。残された戦闘記録によれば、ガイア機は連結バズーカ、マッシュ機は2連バズーカとM-120AC（銃剣付き）ザク・マシンガン、オルテガ機は2連バズーカと大型ヒート・ホークを携行している。
漫画『GUNDAM LEGACY』では、南極条約締結前に受領し、慣熟飛行をおこなっている。モノクロでしか確認できないが、MSV-R版とは脚部の塗り分けが異なる。カラーリングはマッシュの発案によるとされる。
JAF-CONで限定販売された『マスターグレード (MG) MS-06S ザクII 黒い三連星 ガイア専用機カラー』では、『MSV-R』版と異なるカラーリングの画稿（彩色：長谷川準）が付属し、キットの成型色もこれに準じている（パッケージはシャア専用機のまま）。頭部、腕部、ランドセルなどが黒、脚部とシールドが薄紫、胴体が薄緑に塗り分けられている。ブレード・アンテナを装備し、0079年2月のグラナダにおけるものとされる。なお、ガイアの階級は少尉とされている。
ジョニー・ライデン専用機
『MSV-R』に登場。ジョニー・ライデン大尉（当時）が搭乗する機体。塗装はのちのR-2型と若干異なり、明るめの赤を基調に一部クリムゾン・レッドとダーク・グレーが配されている。また、シールドにはジオン公国章とともに「青い稲妻と緑の星」が描かれており、公国章はリペイントの際に追加されている。R-2型にある一角獣のエンブレムは使用されていない。以上のカラーリングはS型に機首転換からしばらくして、数々の功績からパーソナル・カラーが許可されてからのもので、当初は標準塗装に胴体、スパイクアーマー、シールドのみ赤で塗られている。M-120ACザク・マシンガンとザク・バズーカを携行するが、これらの一部も赤に塗られている。
0079年4月頃、パトロール中のサラミス級巡洋艦1隻を小隊で強襲し、拿捕している。なお、僚機のF型は標準塗装だが、スパイクアーマー中央に赤いラインが入っている。
ロバート・ギリアム専用機
『MSV-R』に登場。ロバート・ギリアム中佐（当時）が搭乗する機体。のちのR-2型と同じスカイ・ブルーとクリーム・イエローのパーソナルカラーで塗装されているが、塗り分けは異なる。補給艦隊護衛任務の際、艦隊の盾となって応戦中にシールドごと右腕を破壊されるも、左腕でマシンガンを携行して戦闘を続行し任務を遂行する。
ギャビー・ハザード専用機
『MSV-R』に登場。ギャビー・ハザード少佐（当時）が搭乗する機体。のちのR-2型と同じ茶と黒で塗装されている（こちらは塗り分けも左肩を除きほぼ同一）。メインエンジンを中心にチューンナップが施されており、おもに機体カラーと同様に塗られたザク・バズーカを携行している。本機に機種転換してまもない作戦で推進剤を使い切って操縦不能におちいり、数時間MIAとなっている。
キリー・ギャレット専用機
ゲーム『機動戦士ガンダム バトルオペレーション Code Fairy』に登場。型式番号は不明であったが、『機動戦士ガンダム バトルオペレーション2』登場時にS型とされた。なお、キリー・ギャレット少佐の初出（文字設定およびパーソナル・マークのみ）である『MSV』では、乗機はJ型とされていた。
一年戦争緒戦から搭乗して活躍し、キャリフォルニアベース防衛隊隊長となる。パイロットを辞して秘匿部隊「ノイジー・フェアリー」を創設してからは、同基地の格納庫に留め置かれたままとなっている。同基地陥落時には、半壊状態で発見されている。ノイジー・フェアリー隊の部隊カラーと同様、薄紫と白を基調に一部ダーク・グレーで塗り分けられているが、肩のスパイク・アーマーとシールドは濃い紫で塗られている（コミカライズ版では薄紫）。スパイク・アーマー（コミカライズ版ではシールド）にはハーピーをモチーフにしたパーソナル・マークが描かれている。MMP-80を携行し、左腰にグフのヒート・サーベルを装備する。
コミカライズ版では、大戦末期のキャリフォルニアベース撤退戦での出撃が描かれており、右腰と臀部にMMP-80の予備弾倉を計9基装備している。なお、脹脛部のサブ・スラスターは塞がれているのが確認できる。
『バトルオペレーション2』では、イフリート（ダグ・シュナイド専用機）と同型のビーム・ランサーと、シュツルム・ファウストも装備する。

### マイナーバージョン（S型）
ユーリー・コーベル専用ザクII
漫画『機動戦士ガンダム バンディエラ』に登場（型式番号：MS-06Le）。
同作の主人公である、元サッカー選手のユーリー・コーベル中尉が搭乗する機体。左利きであるユーリーの特徴を活かすため、通常型とは武装を左右反転させており、スパイクアーマーを右肩に装備する。また、出力を最大限発揮するための軽量化のためにシールドは装備していない。カラーリングは薄紅色を基調とし、左胸にユーリーが所属していたジオン最強のサッカークラブである「オクラント・レプス」のロゴ、左肩に横に3本のラインが引かれており、「レプスカラーのザク」とも作中では呼ばれる。
地球に降りてからは陸戦仕様の新機体に乗り換えているが、外観はまったく同じである。追加武装として、左脚に3連装ミサイル・ポッドを2基重ねて装備している。キャリフォルニアベースでは装甲を削るなどして反応の向上を図るが、性能限界に達する。その後、同基地でのジャブロー攻略戦と同時に開催された軍事パレードに参加していたところ、急襲してきた連邦軍の「ガンダム」との一騎討ちの末に右腕を除く四肢と頭部を破壊され、コクピットをビーム・サーベルで貫かれる。なお、ユーリーは直前に脱出している。
F型、S型あるいはJ型のいずれをベース機としているかは作中では語られないが、模型サークル「ききょうや」がサンライズ・BANDAI SPIRITS協力によるで、コミックス2巻の発売記念に立体化し『ホビージャパン』および『ビッグコミックスピリッツ』に掲載された模型作例は『MG シャア専用ザク Ver.2.0』をベースにし、携帯するバズーカは『機動戦士ガンダム THE ORIGIN』に登場するMS用バズーカA2型の後部を『MG シャア専用ザク Ver.2.0』のバズーカに移植し、スコープとグリップの取り付け位置を変更している。
釈由美子専用ザク
ゲーム『機動戦士ガンダム外伝 宇宙、閃光の果てに…』に登場（型式番号：MS-06SHAKU）。
同作でミユ・タキザワの声優を務めた釈由美子の専用機という設定の機体。「ラブ融合炉」なる動力源を搭載しており、ランドセルはハート型のものに変更されている。武装はドラムマガジンにハート型の模様をあしらった「ラブマシンガン」のほか、通常のザクII用の武装を携行することも可能。
メカニックデザインはトニーたけざき。作中ではネットワークランキングモード用ダウンロード機体として配信されたほか、「MOBILE SUIT IN ACTION!!」での商品化も行われた。なお、「MOBILE SUIT IN ACTION!!」ではランドセルはS型と同様のものになっている。
ザクII S型（狙撃装備）
オンラインゲーム『機動戦士ガンダム オンライン』に登場（型式番号：MS-06S）。
S型をベースとする狙撃用MS。ザクI・スナイパータイプのものと同型のランドセルを装備しているが、ザクI・スナイパータイプ用のビーム・スナイパーライフル（連射強化型ビーム・スナイパーライフル）だけでなくチャージ・ビーム・スナイパーライフルなど、別の狙撃用武装も携行することが可能。

## ザクII（F2型）
OVA『機動戦士ガンダム0083 STARDUST MEMORY』に登場。「ザクII F2型」あるいは「ザクII後期型」とも呼ばれるが、単に「ザクII」とされることが多く、また「F2型」は「エフにがた」と発音する。メカニックデザインはカトキハジメで、ベースとなったのは雑誌企画『ガンダム・センチネル』のラストとして1990年に模型誌『モデルグラフィックス』に掲載された「ガンダム・センチネル0079」でカトキがリファインしたザクII (MS-06F) である。カトキによれば、打ち合わせでは「FZ型にとらわれないザク」というコンセプトであったが、なぜか下半身がFZ型に酷似してしまったという。F2型では、腰部スカートを中心に一部ディテールが省略されている。
機体解説
機体の軽量化とジェネレーター出力の向上を目的に、F型を改修した後期生産型。F型の地球降下作戦以降の実働データが反映されており、基本スペックを「対MS戦闘」まで引き上げることを目標にしていたともいわれる。F型の弱点であるコクピット・ハッチ周辺の装甲の脆弱性を解消するために仕様変更され、胸部に増加装甲が取り付けられており、ほかの同系機との最大の差異となっている。コクピットはドムから採用されたダイレクト・イン方式の改良型で、左右どちら側からも搭乗可能となっている。推進器と姿勢制御用スラスターも増設され、F型よりも推力や出力がアップしており、S型ほどではないが総合性能向上型としての側面ももつ。また、F型よりも重力下戦闘への適応能力にすぐれ、ほぼ無改造で標準的な軍事行動に投入可能であるという。
当時は新型機の開発などが急ピッチで進められており、生産ラインの確保は難航したともいわれるが、いくつかの生産拠点において製造されており、同時期に生産された連邦軍の初期型ジムをしのぐ性能を誇る。統合整備計画の実施以降に生産された機体は「第2期生産型」と呼ばれ、コクピットや一部内装品、一部部材のスペックが異なる仕様となっている。同機は既存の機体と比較して操作が簡便で、新兵や学徒動員兵などにも歓迎されている。実際の運用に関しては、公国軍の縦割り構造や補給路の寸断などから思うようにいかず、陥落後のソロモン周辺域やアフリカ戦線などの一部地域・宙域にかたよった形でのみ配備されている。
未納品在庫としてバックヤードに残されていた機体も相当数にのぼり、一年戦争終結後の公国軍残党の戦力とされた事例が多数報告されており、デラーズ紛争に関連するほとんどの局面において本機が関与するという事態も起きている。また、戦後に多くの機体が連邦軍に接収され、そのまま使用されたケースも多い。新兵にも扱いやすいことから、訓練や演習のアグレッサーとしても多用され、本機で一人前になったことを自認する連邦軍パイロットも少なくない。なお、本機の生産設備のほとんどは戦争によって失われている。また、連邦軍が本機を再考察することにより、のちにハイザックを生み出すことになる。
デラーズ・フリートは、本機の胴体部と腕部を流用したドラッツェを製造している。
機体構造
頭部
基本的にF型と同様の構造であるが、それまでの量産や他機種の開発によって得られたノウハウが盛り込まれているため、信頼性や性能が向上している。受光部の端末や計測系のソフトなどの刷新や、赤外線センサーの精度向上などもあり、対MS戦闘に対応した動態センサーや、格闘時の状況把握能力が向上し、スペック的にはグフに匹敵する。
胴体部
主動力炉関連技術の圧倒的な進歩によって冷却機構の高効率化と小型化を達成し、空冷機構と航宙用の構造を単一のコンポーネントで可能としている。ランドセルは、上下のスラスターが大きく飛び出している。スカート部もやや改修されており、装甲板の継ぎ目に当たる部分が補強されている。
腕部
さらなる生産の効率化を図った設計変更がほどこされている。F2型の時点で公国系MSのマニピュレーターはほぼ完成の域に達していたといわれ、統合整備計画による設計刷新においてもほぼそのままの構造で規格を満たしていたとされる。第2期生産型からは、J型の投入などで得られたデータをもとに、基本構造やソフトに重力下の稼働に対応したセッティングがほどこされている。また、肘部に装甲が追加され、大型化している。
脚部
F型とJ型の機能をあわせもつ。かつてはそれぞれ換装の必要があったが、各部品の機能向上や小型化などによって可能となったものであり、環境適応能力が向上している。また、機動性の強化を目的としてスラスターが増設され、足底にもスラスターを装備することで推力の向上に成功している。
劇中での活躍
『0083』第1話が初出。連邦軍に接収された3機が、トリントン基地でパワード・ジムのアグレッサーとして運用される。カラーリングは同基地所属のジム改と同様のデザート・ピンクとダーク・ブルーを基調とし、ランドセルやシールドに連邦軍章が描かれている。パイロットはコウ・ウラキ少尉、チャック・キース少尉、ラバン・カークス少尉。宇宙世紀0083年10月13日のデラーズ・フリートによるガンダム試作2号機強奪およびトリントン基地襲撃の際にもウラキ以外の2機が出撃するが、カークス機はゲイリーのドム・トローペンのヒート・サーベルで両断される。第2話では、キース機は試作2号機の捜索隊に加わり、アダムスキーのドム・トローペンに首を跳ねられながらもヒート・ホークで斬りつけ勝利する。
第4話では、アフリカのキンバライド基地に潜伏する公国軍残党が所有する6機が登場。カラーリングはそれぞれライト・グリーンとサンド・ブラウンを基調とする2種類があるが（いずれも胴体部と頭部・四肢の色が同じ）、一部は物資不足による共食い整備のため脚部とそれ以外の色が異なる機体もあり、携行・装備する武装も各機異なる。また、一部の機体は頭部にアップリケ・アーマーや、ランドセルにラケーテン・ガルデン（ロケット・ブースター）を追加している。10月23日にドム・トローペン4機とともに連邦軍アルビオン隊と交戦、同基地司令であるノイエン・ビッター少将の機体（ライト・グリーンでブレード・アンテナ装備）はアルビオンのブリッジに肉薄するもガンダム試作1号機の狙撃によりコクピットを撃ち抜かれ、最終的に全機が撃破される。
第7話では、ヴァル・ヴァロのパイロットに予定されていたクルトが口を滑らせたことで、ケリィ・レズナーが同機に無断で搭乗して出撃したことに対する「落とし前」を付ける形で本機に乗せられ、交戦するもクロー・アームで両断される。カラーリングはF型の標準塗装を踏襲した濃淡グリーンを基調としており、第9話以降は同色の機体がデラーズ・フリートの主力機として多数登場する。
漫画『機動戦士ガンダム C.D.A. 若き彗星の肖像』では、ジオン公国軍残党の拠点「アムブロシア」所属のムサイ級最終生産型「ヴィムメル」搭載の3機が登場。パイロットのひとりはベルント曹長。
雑誌企画『ADVANCE OF Ζ ティターンズの旗のもとに』では、ジオン残党部隊のカザック・ラーソンが搭乗。シールドには "SIEK ZEON!" と書かれている。0085年8月にコンペイトウ近海のルンガ沖でゲルググ、リック・ドムとともにティターンズのT3部隊と交戦、僚機が戦闘不能におちいったため牽引して離脱する。

### マイナーバージョン（F2型）
ザクII F2型（外宇宙用）
漫画『機動戦士ガンダム C.D.A. 若き彗星の肖像』に登場。名称は公式ガイドブックによる（型式番号：MS-06F2）。
F2型をベースに、アクシズのある外宇宙での運用のために改良された機体。脹脛部のスラスターが後部に移され、ランドセルは上下4発のスラスターをもつものに換装されている。胸部の形状は通常のF型に近い。すでに旧式化しており、アンディ中尉やリカルド・ヴェガら一部パイロットのみが使用している。
アンディ機はアクシズから地球圏へ向かうザンジバル改級「インゴルシュタット」に搭載され、ジェネレーター内蔵型の大型ビーム・ライフルを携行する。その後「アムブロシア」で機動性向上のための強化改良がほどこされ、脚部や股間部に相違が見られる。
ザクII（測距手用）
前述のザクII（砲手用）と同じく「ファントムブレット」に登場（型式番号：MS-06F-2）。
ザメル砲による長距離精密射撃のため、目標の正確な位置の確認を目的としてF2型を改修した機体。頭部のセンサー類と直結した銃床型測距器（カメラガン）を携行している。また、クレーターなどの月面の地形に対応すべく、バックパックにロケット・ブースターが増設されているほか、測距中の敵との接触に備えてグフカスタムのものと同型のガトリング・シールドで武装している。
「教授」と呼ばれる、機密漏洩で学職を追われた人物が搭乗し「ザメル砲部隊」を編成して月での狙撃テロをおこなうが、ガンダム試作0号機と交戦の末に捕縛される。
ザクII［シュトゥッツァー］
雑誌企画『ADVANCE OF Ζ ティターンズの旗のもとに』に登場。ジオン残党軍が制作したザクIIの改修機。型式番号はMS-06Fとされるが、ベースとなっているのはF2型である。シュトゥッツァーとはドイツ語で「伊達者」の意味。パイロットはショーター。
機体前胸部に、有線誘導式の遠隔操作アームパーツ「ウインチユニット」を左側に、ゲルググのビーム・ライフルを改造し固定装備として右側に、それぞれ搭載しているのが大きな特徴。ウインチユニットはワイヤートラップ構築を目的とし、ワイヤー先端はザクII本体と同様のマニピュレーターとなっている。ビーム・ライフルは保護板にくくり付けられ、機体の腕で保持するほどの自由度はないが、保護板ごと大きく上下させることは可能。緊急時にウインチユニットを切り離すためのワイヤーカッターを頭部と胸部に有する。その他、頭部や胸部に増加装甲が施されている、ビーム・ライフル用の増加ジェネレーターが装備されている、バックパックが大型化されているなどの改修点がある。通常のザクIIと同様のザク・マシンガンとヒート・ホークも装備可能。

## ザクII改
OVA『機動戦士ガンダム0080 ポケットの中の戦争』およびアニメ版『機動戦士ガンダムUC』に登場。メカニックデザインは出渕裕。設定画には「MS-06/F《ザク》」の名称が記されており、『0080』の制作発表直後の雑誌では「MS-06F ザク」と紹介され、出渕も当時のインタビューで「リファイン」であると述べている。これは書籍『ENTERTANMENT BIBLE』シリーズでも踏襲されており、リック・ドムIIやゲルググJと異なり名称や型式番号が変更されていないのは、生産数が多くすべて改修機として扱われたためと解説されている。プラモデル発売以降は別の機体と設定されたが、『アウターガンダム』をはじめとする同時期の『サイバーコミックス』などに掲載された漫画では、本機のデザインを通常のザクIIのリファインとして描くことが流行し、『0080』のリリース終了後に同作品のスタッフによって制作された書籍『MS ERA 0001〜0080 ガンダム戦場写真集』でも同様の手法がとられている。出渕は『0080』のMSのデザインの中でも、ザクは完成されているためアレンジが難しかったと述べており、後年にはこのデザインはさすがにやりすぎだったと述べている。なお、プラモデル発売以降の名称は「ザク改」あるいは「ザクII最終生産型」とされていたが、模型雑誌『ホビージャパン』で「ザクII改」とされ、以降はほぼこれに統一されている。
機体解説
統合整備計画によって改善された、第2期生産型MSのひとつ。連邦軍MSの登場や、自軍の新型機の開発によりザクII自体の性能が劣り始めており、そのため新型機のデータをフィードバックし、チューンナップがほどこされている。また、F2型の改修結果を踏まえて、装甲形状・材質や機体バランスのさらに徹底した見直しにより、それまでのザクIIとはかなりかけ離れた外観をもつに至っている。もっとも大きな改修点はコクピットで、訓練不足の新兵でも十分に扱えるほど良好だったとされる。
ほかに、機体各所のアポジモーターやバックパックのスラスターを増設・大型化しており、総推力は前期型（F型）と比較して70パーセント増となっている。その反面、推進剤の総量は変わっておらず、戦闘最大推力時の限界時間は半分に落ちている。装甲もかなり強化され、武装も一新されており、連邦軍のジムに遅れを取ることはなく、かなりの高性能を実現している。S型やR型に匹敵するジェネレーター出力やスラスター推力をもちながら、F型に匹敵する素直な操作性は、ドムやゲルググに匹敵する運動性能を引き出したとされる。
ロールアウトは終戦の1か月前であり、本機がザクの一年戦争における最終生産型となるが、生産数は少ない。宇宙艦隊の一部の部隊（特に学徒兵や新兵からなる急造部隊）が使用したのみで地球上に降りることはなく、実戦参加回数も少ない。
なお、頭部のバリエーションとして「Bタイプ」と呼ばれるフリッツヘルムをかぶったような外観のものもある。これは、現地での修理あるいは改造の際に、パイロットなどの要請を受け入れ、頭部に増加装甲をほどこしたものである。
武装
ハンド・グレネード
右サイド・スカート・アーマーに3基標準装備。クラッカーに替わるMS用手榴弾で、使用時にグリップが伸長する。直撃であれば、MSの腕をもぎ取るほどの破壊力をもつ。
アニメ版『UC』では、宇宙世紀0096年にトリントン基地を襲撃するジオン軍残党のディザート・ザク、ドワッジおよびドム・トローペンが使用している。いずれも、2基を左手で一度に保持して投擲している。
なお、左サイド・スカート・アーマーにはMMP-80マシンガンの予備マガジンを収納する。
劇中での活躍
『0080』第1話では、Bタイプを含む数機がリック・ドムIIとともにサイド6のコロニー「リボー」内部に侵入し、連邦軍のジム・コマンド部隊と交戦する。バーナード・ワイズマン（バーニィ）伍長が搭乗する機体は被弾して森林公園に不時着し、バーニィは間近でMSを見るためにやってきたアルフレッド・イズルハ（アル）と出会う。第2話では、駆け付けたブレード・アンテナ装備の機体がバーニィを回収し、彼の機体はそのまま放置される。同話終盤では、バーニィがサイクロプス隊の一員として特務艦（偽装貨物船）でふたたびリボーに潜入する際の陽動としてチベ級ティベ型重巡洋艦やムサイ級軽巡洋艦から数機発進し、ゲルググJらとともにジム・コマンド宇宙戦仕様と交戦する。
第5話ではバーニィを除いて全滅したサイクロプス隊の任務（NT-1の奪取または破壊）を果たすため、アルの協力を得て街中で破壊されたジム・コマンドの部品などを使い、第1話で不時着したバーニィ機を修復する。第6話では修復を終えた機体にバーニィが搭乗し、クリスチーナ・マッケンジーの搭乗するガンダムNT-1と一騎討ちを繰り広げる。ヒート・ホークとハンド・グレネードのみという武装の少なさを、煙幕やアドバルーンを利用したダミーなどのトラップを仕掛けた森林公園へNT-1を誘い込むことによって補う。最終的にNT-1の頭部と右腕を破壊するものの撃破には至らず、コクピットをビーム・サーベルで貫かれてバーニィは戦死する（小説版では、瀕死の重傷を負うも一命を取り止めたことが示唆されている）。
アニメ版『UC』では、0096年のトリントン基地襲撃にジオン軍残党の1機としてBタイプが参加。ザク・バズーカを携行し、ファット・アンクル改あるいはサブフライトシステムからパラシュートで地上に降下する（降下前の描写はなし）。その後、上空のザクI・スナイパータイプのカメラがバズーカを発射する様子を一瞬捉えるが、すぐに撃破される。
漫画『機動戦士ガンダム ギレン暗殺計画』では、サイド3のコロニー「ズム・シティ」に首都防衛大隊所属機としてBタイプが複数配備されている。カラーリングは白を基調とし、額やシールドに"SHIELD OF ZEON" と記された部隊章が描かれている。一部機体はブレード・アンテナを装備。
ゲーム『スーパーロボット大戦F完結編』『スーパーロボット大戦α』で登場する「シャア専用ザク」は、設定上はS型であるが、グラフィック上では赤い塗装のFZ型にブレード・アンテナを装備したものとなっている。『スーパーロボット大戦コンプリートボックス』でもシャア専用機として登場し、機体の制式名称は「ザクII改改」であることと、シャアがFZ型に乗るのはゲームオリジナル設定であることが解説されている。

## ザクII（アージェントキール仕様）
宇宙世紀0096年を舞台とするVR映画『機動戦士ガンダム：銀灰の幻影』に登場。（型式番号：ZK-005）。傭兵組織「アージェント・キール」が保有するザクIIの近代化改修機で、同組織の象徴である銀色に塗装されている。定期的な改修を受け続けた結果、0096年時点ではネオ・ジオン軍のギラ・ドーガにも匹敵する性能を得ている。

## 小説『機動戦士ガンダム』におけるザク
原作者富野由悠季の小説『機動戦士ガンダム』に登場する「ザク」（旧型ザクは登場しない）は、外見は基本的にアニメその他のF型を踏襲するが、以下のような違いがある。
1. 頭頂高が16mである（これはガンダムも同様）。
2. マニピュレーターの人差し指先端にレーザートーチ（バーナー）が装備され、建材や敵機の薄い装甲（ガンダムの顔面など）などを焼き切ることができる。
3. 制式塗装がグリーン系ではなく、白褐色である。
4. 有重力下でバックパックのスラスターを使用してジャンプした場合、その最高高度は800mほどと設定されている。

## 『機動戦士ガンダム THE ORIGIN』におけるザクII
漫画『機動戦士ガンダム THE ORIGIN』連載に当たって、大河原邦男によって従来のものとは一部が異なるザクIIの設定画が描かれ、おもに物語の前半に登場した。
従来のザクIIと大きく異なる部分は胸部で、コクピット・ハッチの形状が異なり、右胸に3連装バルカン砲が内装されている。また、左前腕部甲に2門の機銃を内装したユニットも取り付けられている。携行するマシンガンはベルト給弾式に変更され、弾倉はランドセル下部に設置されている。バズーカは弾倉を上部からセットする（武装についての詳細は後述）。
ほかに原作版と同様の機体や、上記との中間的な機体も登場している。また、ア・バオア・クーで叛乱部隊鎮圧のため出撃するキシリア部隊機は、頭頂部に鷄冠状のクレストを有し、黒とグレーを基調に塗装され、シールドに三日月とジオン公国章からなるマークが描かれている。
OVA化の際には、カトキハジメによってデザインのリファインが施され、上記の大河原版など漫画版に登場したさまざまな機体を踏まえて型式番号や武装に関する設定の追加・整理がおこなわれた。

### バリエーション (THE ORIGIN)
MS-06A
文字設定のみ。従来設定の「初期生産型」から、量産前の「試作機」へと扱いがやや変更されている。
MSを中心とした新しい戦術を構築する際に、ザクIの機動性および出力の不足が問題となり、ジオン公国軍はジオニック社に機動性と装甲を強化した上位モデルの開発を指示する。ジオニック社はこれに即応してザクIIの開発を急進、ザクIの運用性と生産性の高さを維持しながら、ブグの設計思想に立ち返ることで機動性と装備の充実を図る。同時に汎用性・拡張性も考慮することで、極めてトータルバランスに優れた機体となる。A型の運用試験の結果に公国軍上層部は満足し、ザクIIの制式採用が決定する。
MS-06C
これまでの設定と同様、比較的初期に生産されたタイプで、ルウム戦役における主力機であるが、耐核装備の有無については言及されていない。F型やJ型と同じデザインで、おもに宇宙での運用を想定した設計となっている。漫画版でガデムのパプアから補給され、シャアが「初期生産型か」とこぼした機体もこれに当たる。
なお、ランドセルが従来設定のF2型と同型の機体もあるが、型式番号に変更はない。
MS-06C-5
C型を宇宙と地上の両方で運用できるように改修したタイプ。コクピット・ハッチが右胸から左胸に変更され、形状も異なる。ハッチ上部に小型のレーザー銃、胸部左右の下部に小型スラスターが増設されている。
また、R6キットというオプション装備が用意されている。これは、胸部（肩口）左右の30ミリバルカン砲と、左前腕部の20ミリ機銃ポッドの2つからなり、両方あるいは一方を装備した機体は型式番号がMS-06C-5/R6となる。漫画版のオデッサやア・バオア・クーで登場した機体がこれに当たる。
MS-06C-6
C-5型の改修機で、C型とF型の間に少数生産されている。右胸に3連装バルカン砲（R6キットとは別）が1基増設されている。大河原の設定画や、ムサイ級巡洋艦「ファルメル」などに配備された機体はR6キットの20ミリ前腕部機銃ポッドを装備しており、MS-06C-6/R6に当たる。純粋なC-6型は外伝漫画『機動戦士ガンダム THE ORIGIN MSD ククルス・ドアンの島』に登場する。
MS-06F
これまでの設定と同様、ザクIIでもっとも生産されたタイプ。漫画版ではR6キットのいずれかを装備したMS-06F/R6も登場する（MS-06Fと省略も可）。
下記のS型のほか、高機動型ザクII（MS-06R-1A）も本機をベースに再設計されている。
なお、陸戦用のMS-06Jも従来の設定と変わりはない。
MS-06F ドアン専用ザク
劇場アニメ『機動戦士ガンダム ククルス・ドアンの島』に登場。
ククルス・ドアンが公国軍「サザンクロス」隊を率いる際に搭乗していた機体。地球侵攻作戦中の脱走の際に持ち逃げし、倒した機体から回収した部品でドアン自身が補修・改修をおこなっているため、一部装甲が欠損して左右非対称な部分も多い。ドアンの潜伏する島にて普段は秘匿されるが、連邦軍・公国軍を問わず島に近づく敵機を迎撃して戦闘不能にするために運用される。
- テレビ版第15話に登場して「作画崩壊ザク」と称されていたザクIIの再解釈版であり、本映画においては「顔が長いのはさほど重要ではない」と考えていた監督の安彦良和や副監督のイムガヒを、デザイナーのカトキハジメが「ガンプラで再現するファンもいる」と説得し、設定された。面長な顔は、「頭部（下顎部）のジョイントが外れかかっているため」とのカトキによる解釈のもと、違和感がないように工夫されている。
- 安彦はテレビ版第15話を本映画の制作時まで見ておらず、「作画崩壊ザク」が肉弾戦で戦っていたことも知らなかったため、「正拳突きと蹴りだけじゃ勝てない」と思って本機にヒート・ホークを持たせたという。

MS-06S
F型の改修機。原典と同様にシャア・アズナブルが搭乗するが、R6キットの30ミリ肩部バルカン砲を装備している（S型の場合は型式番号に変更はない）。シャアの指示により各部スラスターのリミッターが解除されており、操縦性の悪化や機体損傷のリスクと引き換えに、機体の限界性能を引き出している。
スミス海での戦闘における功績により中尉に昇進したシャアが受領する。ルウム戦役では通常型のランドセルで3倍のスピードを出し、黒い三連星（漫画版ではコズン・グラハム准尉ら）を驚かせる。MS用対艦ライフル ASR-78とMS用バズーカA2型を携行し（漫画版では後者のみ）、5隻の戦艦を撃沈する。シャアが少佐に昇進し、「ファルメル」の艦載指揮官機となったあとは、機体各所に指揮官機を示すラインが記され、ファルメル隊のエンブレムとシャアのパーソナル・エンブレムが描かれる。
漫画版では「ガルマ編」の終盤以降は出番がないが（上記「ルウム編」を除く）、オデッサ作戦前夜にはジブラルタルにて、ガンダムと決着を着けるべく再登場。廃墟の中でジム2個小隊とスレッガー隊を壊滅させる。ガンダムをおびき出して決闘にのぞむが、シャアが友軍のド・ダイYSに気を取られた一瞬の隙を突かれて頭部を切断され、海に落下。シャアは機体を放棄して脱出する。このエピソードはのちに、スマートフォンゲームアプリ『機動戦士ガンダム U.C. ENGAGE』のイベント「0079ジブラルタル」で再現され、ガンダムとの戦闘シーンの一部はサンライズ制作でアニメ化された。この際の本機の脚部サブ・スラスターはJ型のように蓋がされており、マッドアングラー隊所属であるためファルメル隊のエンブレムはない。
なお、漫画版ではS型かどうかは不明だが、テキサス・コロニーでもシャアの機体と同じくブレード・アンテナと肩部バルカン砲を装備した機体が登場する。しかし、スレッガー・ロウらの搭乗するガンタンクに真っ先に撃破される。ほかにソロモン防衛戦でもブレード・アンテナ付きの機体が登場、ジャブロー攻略戦では三日月形のブレード・アンテナを装着した指揮官機も登場する。

### 武装 (THE ORIGIN)
MS用対艦ライフル ASR-78
おもに対艦用で、全長22.3mと本体より長い。艦の装甲を貫いたあとに内部に散弾を撒き散らす特殊弾などを高初速で発射する。
MS用バズーカ
いわゆる「ザク・バズーカ」。さまざまなバリエーションが存在する。ザクIとザクIIの、ランドセル両側面のウェポン・ラッチ（マウント・アーム）またはリア・スカートのマウント・ラッチにマウント可能。
A1型
従来設定の弾倉無しタイプ（単発式）。A型は銃床（肩当て）があり、後部が長いのが特徴。劇中ではザクIのマッシュ機が携行している。単発式の予備弾を収納するケースはリア・スカートにマウント可能。
A2型
A1型の後部に箱型弾倉が追加されている。装弾数は3発。
B1型
プラモデル『ビルダーズパーツ 1/144 システムウェポンキット009』で設定された。A型と比べて銃床がなく、後部が短い。原作アニメ版のものに相当する。
B2型
『システムウェポンキット009』で設定された。B1型の後部にバナナ型弾倉が追加されている。装弾数は5発。なお、漫画版でも「ルウム編」より時系列があとのバズーカは弾倉がバナナ型となっている。OVA『機動戦士ガンダム 第08MS小隊』に登場するザクII（JC型）のザク・バズーカとも共通する。
C1型
『システムウェポンキット009』で設定された。B2型をベースに、取り回しを良くするためにショート・バレルを採用している。
D1型
『システムウェポンキット009』で設定された。戦場での取り回しを考慮し、フォアグリップを廃して全長をコンパクトにまとめたタイプ。大型の弾倉（バナナ型だが、B2型より細く長くなっている）を装備しており、多数の弾頭の装填・発射が可能。弾倉接続部や照準器などの形状も従来型と異なる。
MS用マシンガン
いわゆる「ザク・マシンガン」だが、従来設定と異なりザクIIが開発される以前からザクIが携行している。漫画版では下記のベルト給弾式を携行している機体が多いが、ソロモンおよびア・バオア・クー防衛戦では本武装も散見される。
ベルト給弾式MS用マシンガン
装弾数を増加させたタイプ。ランドセル下部に弾倉を設置し、給弾ベルトを介して弾を装填する。ジオン独立戦争緒戦ではシャアのザクI S型が携行している。漫画版では「ハイパー・ライフル」と呼ばれ、口径も140ミリと従来のザク・マシンガンより拡大されているが、OVA版は口径について言及はない。
ヒート・ホーク
従来のものと外観は変わらないが、腰部ウェポン・ラッチに装着する際は柄の部分が伸縮してコンパクトになる。
モーニングスター
漫画版のみの兵装。ア・バオア・クー内部において近接用武器として使用される。
30ミリ胸部バルカン砲、20ミリ前腕部機銃ポッド
おもに小型戦闘機や戦闘艇、戦闘車両に対して使用され、対MS戦では牽制用としての効果もある。
シールド
従来のものと同様だが、表面にウェポン・ラッチが設けられており、バズーカの予備弾倉やミサイル・ポッドなどの各種武器をマウント可能。

## 『機動戦士ガンダム サンダーボルト』におけるザクII
漫画・OVA『機動戦士ガンダム サンダーボルト』に登場（型式番号：MS-06）。
大型のランドセルを装備しており、機動性と運動性の向上を目的とした4基のスラスターと10基のアポジモーターのほか、プロペラントタンクや軽作業用の1対のサブアームなどを備えている。このランドセルは通常のランドセルの上から装着し、作戦途中でパージすることも可能。また、関節部と動力パイプはシーリング処理されており、姿勢固定用クローが足底部に追加されている。
武装はザク・マシンガン、ヒート・ホーク、マガジン式に改良されたザク・バズーカで、これらはすべてランドセルに装着することができる。また、機体以上のサイズを持つ長距離ビーム砲「ビッグ・ガン」を運用することも可能。
かつてサイド4であった暗礁宙域「サンダーボルト宙域」で活動する「リビング・デッド師団」に配備されているが、ア・バオア・クー防衛戦や、『サンダーボルト外伝』に登場する別のエリアに配備されているザクIIもすべて同じタイプである。
パーソナルカスタム機
親衛隊専用機
頭部にブレード・アンテナを装備しており、ドズル・ザビ専用機と同様の塗装とエングレービングが施されている。大型ランドセルは装備されていない。ア・バオア・クー内部に数機配備されており、ジオングの製造工場を死守するが、連邦軍MS隊の物量戦により全滅。

## 『機動戦士Gundam GQuuuuuuX』におけるザクII
「一年戦争でジオン軍が連邦軍に勝利した」というパラレルワールドが舞台の『機動戦士Gundam GQuuuuuuX（ジークアクス）』では、正史のザクIIに相当する機体としてザク（型式番号：MS-06）が登場する。

## ザクの日
現実世界では2016年以降、3月9日が3（ザ）9（ク）の語呂合わせでザクの日とも称されている。